# Jerônimo José Teixeira Júnior

Armas do visconde do Cruzeiro.

Jerônimo José Teixeira Júnior, Visconde com grandeza do Cruzeiro (Rio de Janeiro, 25 de novembro de 1830 — Roma, 26 de dezembro de 1892), foi um advogado e político brasileiro.
Foi diretor do Banco do Brasil, ministro da Agricultura e dos Transportes (ver Gabinete Pimenta Bueno), deputado provincial, deputado geral e senador do Império do Brasil de 1873 a 1889.